# 9 Songs
9 Songs – brytyjski dramat erotyczny z 2004 roku w reżyserii Michaela Winterbottoma. Tytuł odnosi się do dziewięciu piosenek granych przez osiem różnych zespołów, które łączą poszczególne segmenty filmu. Film miał premierę 16 maja 2004 roku na 57. MFF w Cannes.
Obraz wzbudził kontrowersje z powodu dosłownie pokazanych, niepozorowanych scen seksu między parą głównych bohaterów.

## Fabuła
Film przedstawia dwunastomiesięczną historię związku dwojga młodych ludzi: brytyjskiego klimatologa Matta oraz Lisy, amerykańskiej studentki na wymianie. Historia ta przedstawiona jest w formie retrospektywy z punktu widzenia Matta, pracującego na Antarktyce. Pasją Matta i Lisy są koncerty grup rockowych, a tytułowe dziewięć piosenek zagranych jest na ośmiu koncertach w Brixton Academy, oglądanych przez parę. Część scen dzieje się u Matta w mieszkaniu, podczas weekendowego pobytu pary na wsi oraz w różnych miejscach Londynu.
Krótki i intensywny związek dobiega końca podczas świąt Bożego Narodzenia, kiedy Lisa wraca do rodzinnych Stanów Zjednoczonych.

## Dziewięć piosenek
- Black Rebel Motorcycle Club, „Whatever Happened to My Rock and Roll”
- The Von Bondies, „C'mon, C'mon”
- Elbow, „Fallen Angel”
- Primal Scream, „Movin' on Up”
- The Dandy Warhols, „You Were the Last High”
- Super Furry Animals, „Slow Life”
- Franz Ferdinand, „Jacqueline”
- Michael Nyman, „Nadia”
- Black Rebel Motorcycle Club, „Love Burns”

## Produkcja
Zdjęcia kręcono w Londynie oraz w Norwegii, która posłużyła za filmową Antarktydę.